# Agelenopsis aleenae
Agelenopsis aleenae là một loài nhện trong họ Agelenidae.
Loài này thuộc chi Agelenopsis. Agelenopsis aleenae được Ralph Vary Chamberlin & Wilton Ivie miêu tả năm 1935.